# Gnadenwald
Gnadenwald est une commune autrichienne du district d'Innsbruck-Land dans le Tyrol.

## Jumelage
- Rodengo (Italie)